# Metrosideros carminea
Metrosideros carminea là một loài thực vật có hoa trong Họ Đào kim nương. Loài này được W.R.B.Oliv. mô tả khoa học đầu tiên năm 1928.

## Hình ảnh

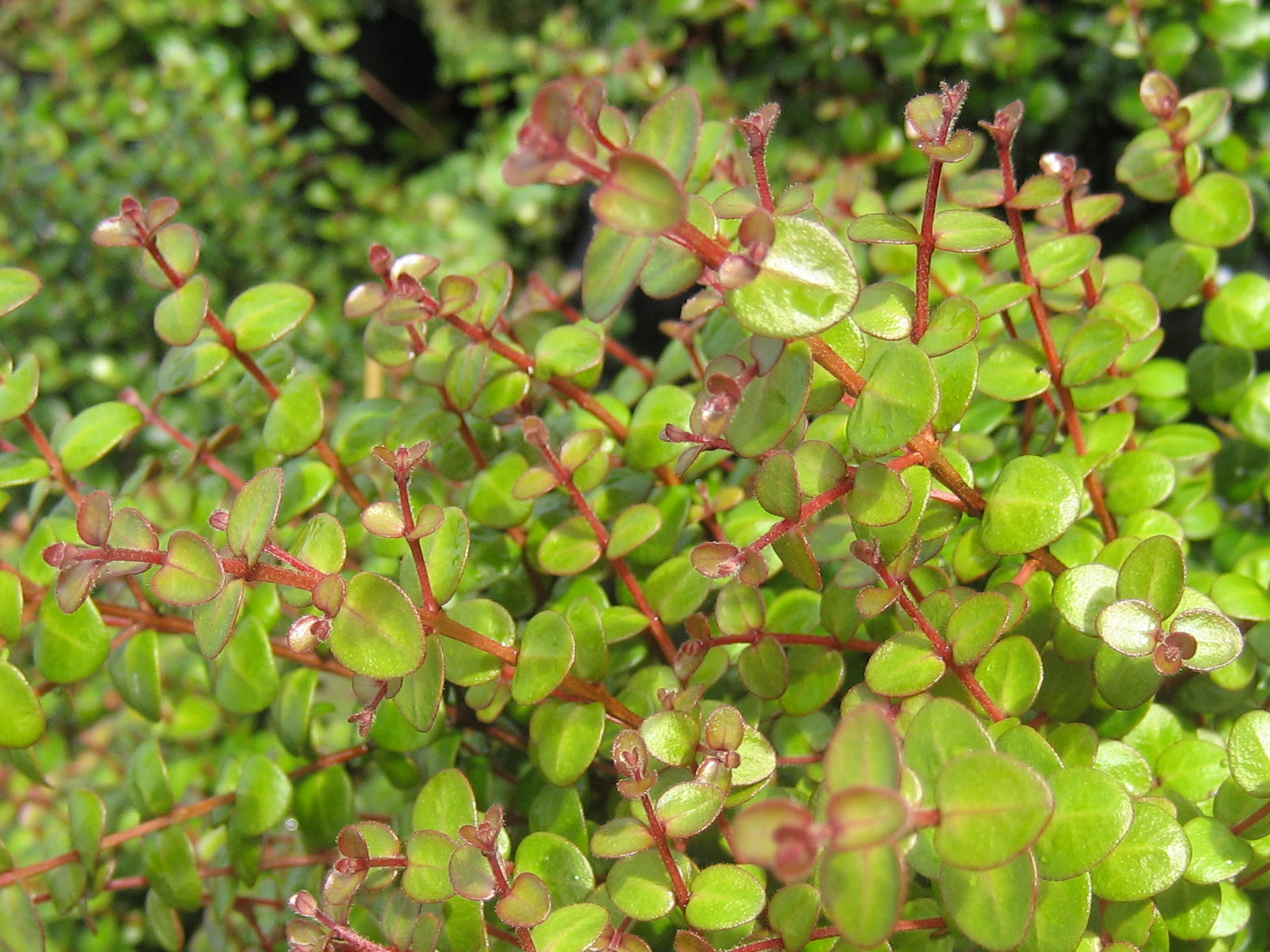
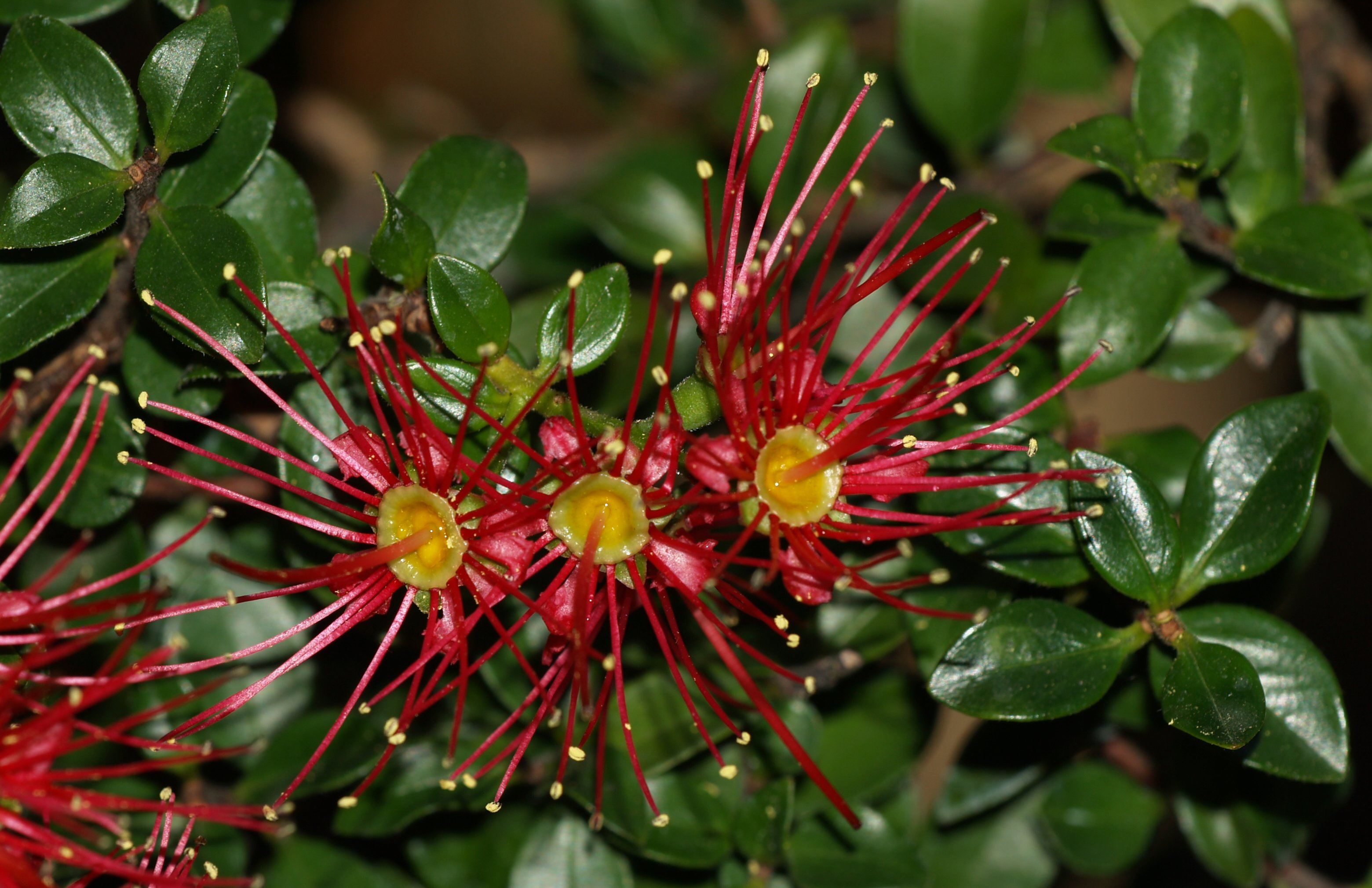